# Sunday Million
De Sunday Million is het grootste wekelijks terugkerende online pokertoernooi ter wereld op het grootste online-pokerplatform PokerStars. De benaming van het toernooi stamt af van de omvang van de prijzenpot die door PokerStars gegarandeerd op één miljoen dollar wordt gezet. Het toernooi vond voor het eerst plaats op 5 maart 2006.

## Geschiedenis
De allereerste Sunday Million werd gehouden op 5 maart 2006 en werd gewonnen door een speler met de naam ‘aaaaaaaa’ uit Massachusetts in de Verenigde Staten. In totaal deden er 5.893 spelers mee, die een prijzengeld van $1.178.600,- mochten verdelen. De gemiddelde grootte van het spelersveld in het wekelijkse toernooi is ongeveer 7.000 deelnemers.

#### Record
Het grootste spelersveld in de Sunday Million tot nu toe werd bereikt op 18 december 2011, tijdens een speciale editie ter ere van de 10e verjaardag van het pokerplatform Pokerstars. Er deden 62.116 spelers mee, die gezamenlijk een prijzenpot van $12.423.200,- bijeenbrachten. De Canadese winnaar Kyle 'First-Eagle' Weir won $1.146.574,65 na vijftien uur en drie minuten spelen.

#### Black Friday
Op vrijdag 15 april 2011 gebeurt iets wat er al jaren aan zat te komen maar waar weinigen rekening mee hielden. PokerStars, Full Tilt Poker en het Cereus Poker Network (hier vallen twee grote pokersites onder: Ultimate Bet en Absolute Poker) worden aangeklaagd en moeten zich noodgedwongen terugtrekken van de Amerikaanse markt. Dit had men eigenlijk al eerder moeten doen met het intreden van de Unlawful Internet Gambling Enforcement Act in 2006. Dit betekende dat Amerikaanse spelers niet meer voor geld op PokerStars mogen spelen en louter nog met 'oefengeld' (nepgeld) mogen spelen. Dit impliceert ook dat na vrijdag 15 april 2011 geen Amerikaanse pokeraars meer kunnen deelnemen aan de Sunday Million, wat de grote afname in Amerikaanse winnaars verklaart.

## Toernooiopbouw
Elke zondag wordt de Sunday Million gespeeld, met een gegarandeerd prijzengeld van minimaal $1.000.000,-. Inleggeld is $215,-; $200,- voor het prijzengeld en $15,- voor PokerStars. De pokervariant waarmee de Sunday Million gespeeld wordt is Texas Hold 'em, de meest voorkomende pokervorm. Het aantal chips waarmee een speler start is 10.000, elke 15 minuten worden de blinds verhoogd. Toernooiduur is meestal tussen de elf en dertien uur.

## Nederlandse winnaar(s)
- Rens "Rens02" Feenstra[3]
- Erik "Popiedejopie" van den Berg[4]
- Rick "Ifold2ndnuts" Streefland[5]
- Pieter "JopperHarryN" van Gils (online speelnaam)[6]
- Steven "SvZff" van Zadelhoff[7]
- roscootje459 (online speelnaam)[8]